# Allotrichoma
Allotrichoma Becker, 1896 è un genere di insetti della famiglia degli Ephydridae (Diptera: Schizophora).

## Descrizione
Gli adulti hanno corpo di piccole dimensioni, lungo da poco più di un millimetro a meno di tre millimetri. Livrea dalle tonalità variabili dal grigio al bruno, con aspetto pruinoso per la fitta tomentosità.
Il capo è rivestito da un denso tomento e mostra un leggero grado di dimorfismo sessuale: la faccia dei maschi è uniformemente scura, quella delle femmine è scura superiormente e più chiara inferiormente. Le antenne hanno arista con 4-6 peli dorsali. Presenti, per ogni lato, due setole fronto-orbitali; l'anteriore reclinata, la posteriore proclinata. Setole ocellari, verticali e pseudopostocellari presenti e ben sviluppate. Presenti infine due paia di setole facciali inserite ai margini della faccia, presso le parafacce.
Il torace ha una colorazione scura, interrotta da bande più chiare lungo le fasce dorso-laterali del mesonoto. Setole acrosticali composte da microtrichi allineati su quattro file, fra cui si evidenziano le due setole prescutellari, più sviluppate delle altre. Le setole dorsocentrali sono anch'esse costituite da peli di non rilevante sviluppo, ad eccezione di una setola posteriore, ben sviluppata. Le setole intralari sono poco sviluppate e disposte irregolarmente. Sugli scleriti dorso-laterali sono presenti una setola omerale, due notopleurali, una postalare. scutello provvisto di due paia di setole ai margini e di radi peli nella zona centrale. Sulle mesopleure sono presenti due setole sull'anepisterno e due sul katepisterno.

## Biologia
Sulla biologia di questi ditteri si hanno alcune informazioni in merito al comportamento degli adulti. Questi si nutrono del nettare dei fiori. Le femmine depongono le uova su residui vegetali in decomposizione e su escrementi di animali, fatto che fa presumere che le larve siano saprofaghe.

## Filogenesi e inquadramento tassonomico
La tassonomia del genere Allotrichoma è rimasta incerta per lungo tempo e ancora oggi non è del tutto definita nella suddivisione interna. In passato, il genere era classificato nella vecchia sottofamiglia delle Psilopinae all'interno della tribù Atissini e si identificava con un gruppo differente dall'estensione attuale, ma incerto nella effettiva posizione di alcune specie, che in letteratura hanno trovato collocazione in Allotrichoma o nel genere Pseudohecamede. Quest'ultimo era in genere distinto da Allotrichoma, per quanto siano state espresse ipotesi di stretta correlazione fra specie dei due gruppi.
Una connotazione più definita si è sviluppata fra gli anni settanta e gli anni ottanta, fino alla revisione del sottogenere Pseudohecamede da parte di Mathis (1991). Nel suo lavoro, Mathis istituisce una nuova tribù, Hecamedini, sulla base delle relazioni filogenetiche che intercorrono fra i generi Elephantinosoma, Eremotrichoma, Diphuia, Hecamede e Allotrichoma sensu lato.
Nell'ambito di Allotrichoma sensu lato, Mathis individua tre cladi: Allotrichoma sensu stricto, Pseudohecamede e, infine il gruppo atrilabrae. I primi due si identificano, in linea di massima, in taxa trattati al rango di sottogenere. Questa impostazione tassonomica rappresenta la sintesi di revisioni più o meno formalizzate nel corso del decennio precedente:
- Pseudohecamede: istituito da Hendel come genere distinto[2], fu proposto come sottogenere di Allotrichoma da Runyan & Deonier (1979)[3];
- Eremotrichoma: istituito da Giordani Soika (1956) come sottogenere di Allotrichoma[4], successivamente fu revisionato da Mathis (1985[5]) e definitivamente trattato dallo stesso Mathis (1991) come genere distinto in quanto correlato filogeneticamente al genere Hecamede[1];
- atrilabrae Group (da Allotrichoma atrilabrae): denominato anche yosemite Group (da Allotrichoma yosemite), è un clade ritenuto monofiletico da Mathis (1991) e affine filogeneticamente al sottogenere Pseudohecamede[1]. Le specie di questo gruppo sono storicamente trattate nell'ambito di Allotrichoma sensu stricto.

A distanza di vent'anni dalla revisione di Mathis (1991), la sistematica interna del genere Allotrichoma non è del tutto sviluppata. Sulla base delle relazioni filogenetiche definite dall'Autore, il genere dovrebbe suddividersi in tre sottogeneri: 
- nel 1993, Mathis sviluppò una revisione tassonomica per il genere Hecamede[6]; in tale occasione ha precisato che dalle revisioni dei generi degli Hecamedini restava al momento escluso Allotrichoma sensu stricto;
- nel 2010, Mathis & Marinoni, fanno ancora riferimento all'analisi cladistica di Mathis (1991); in questo lavoro ricordano la suddivisione del genere Allotrichoma in sottogeneri, citando Pseudohecamede e un sottogenere non descritto[7].

Secondo l'analisi cladistica risalente al 1991, le relazioni filogenetiche del genere Allotrichoma si basano sul seguente cladogramma:
|  | \| \| Pseudohecamede \| \| \| \| \| \| Gruppo atrilabrae \| \| \| \| |
|  |                                                                      |
|  | Allotrichoma sensu stricto                                           |
|  |                                                                      |
|  | Pseudohecamede                                                       |
|  |                                                                      |
|  | Gruppo atrilabrae                                                    |
|  |                                                                      |

|  | Pseudohecamede    |
|  |                   |
|  | Gruppo atrilabrae |
|  |                   |

|  | \| \| Pseudohecamede \| \| \| \| \| \| Gruppo atrilabrae \| \| \| \| |
|  |                                                                      |
|  | Allotrichoma sensu stricto                                           |
|  |                                                                      |
|  | Pseudohecamede                                                       |
|  |                                                                      |
|  | Gruppo atrilabrae                                                    |
|  |                                                                      |

|  | Pseudohecamede    |
|  |                   |
|  | Gruppo atrilabrae |
|  |                   |

|  | \| \| Pseudohecamede \| \| \| \| \| \| Gruppo atrilabrae \| \| \| \| |
|  |                                                                      |
|  | Allotrichoma sensu stricto                                           |
|  |                                                                      |
|  | Pseudohecamede                                                       |
|  |                                                                      |
|  | Gruppo atrilabrae                                                    |
|  |                                                                      |

|  | Pseudohecamede    |
|  |                   |
|  | Gruppo atrilabrae |
|  |                   |

|  | \| \| Pseudohecamede \| \| \| \| \| \| Gruppo atrilabrae \| \| \| \| |
|  |                                                                      |
|  | Allotrichoma sensu stricto                                           |
|  |                                                                      |
|  | Pseudohecamede                                                       |
|  |                                                                      |
|  | Gruppo atrilabrae                                                    |
|  |                                                                      |

|  | Pseudohecamede    |
|  |                   |
|  | Gruppo atrilabrae |
|  |                   |

|  | \| \| Pseudohecamede \| \| \| \| \| \| Gruppo atrilabrae \| \| \| \| |
|  |                                                                      |
|  | Allotrichoma sensu stricto                                           |
|  |                                                                      |
|  | Pseudohecamede                                                       |
|  |                                                                      |
|  | Gruppo atrilabrae                                                    |
|  |                                                                      |

|  | Pseudohecamede    |
|  |                   |
|  | Gruppo atrilabrae |
|  |                   |

|  | \| \| Pseudohecamede \| \| \| \| \| \| Gruppo atrilabrae \| \| \| \| |
|  |                                                                      |
|  | Allotrichoma sensu stricto                                           |
|  |                                                                      |
|  | Pseudohecamede                                                       |
|  |                                                                      |
|  | Gruppo atrilabrae                                                    |
|  |                                                                      |

|  | Pseudohecamede    |
|  |                   |
|  | Gruppo atrilabrae |
|  |                   |

|  | \| \| Pseudohecamede \| \| \| \| \| \| Gruppo atrilabrae \| \| \| \| |
|  |                                                                      |
|  | Allotrichoma sensu stricto                                           |
|  |                                                                      |
|  | Pseudohecamede                                                       |
|  |                                                                      |
|  | Gruppo atrilabrae                                                    |
|  |                                                                      |

|  | Pseudohecamede    |
|  |                   |
|  | Gruppo atrilabrae |
|  |                   |

|  | \| \| Pseudohecamede \| \| \| \| \| \| Gruppo atrilabrae \| \| \| \| |
|  |                                                                      |
|  | Allotrichoma sensu stricto                                           |
|  |                                                                      |
|  | Pseudohecamede                                                       |
|  |                                                                      |
|  | Gruppo atrilabrae                                                    |
|  |                                                                      |

|  | Pseudohecamede    |
|  |                   |
|  | Gruppo atrilabrae |
|  |                   |

Pur in assenza di un'analisi cladistica alternativa, Mathis & Marinoni (2010) ritengono non del tutto soddisfacente il cladogramma del 1991. Secondo gli Autori, infatti, il genere Diphuia avrebbe una relazione filogenetica più stretta con Hecamede.

## Specie e distribuzione
Allotrichoma è il genere più rappresentativo della tribù Hecamedini per numero di specie e distribuzione geografica. L'effettivo numero di specie di questo genere è indeterminato: a parte la revisione del sottogenere Pseudohecamede, Allotrichoma non è stato interessato da sostanziali revisioni tassonomiche da circa mezzo secolo, ma è accertato che esiste un numero imprecisato ma presumibilmente consistente di specie non descritte o non segnalate. La lista dei nomi validi è inoltre suscettibile di modifiche a seguito di occasionali sinonimizzazioni.
Secondo il BioSystematic Database of World Diptera e alcune integrazioni relative a revisioni riportate in letteratura, nel genere sarebbero comprese le seguenti specie (oltre sessanta), con relative distribuzioni geografiche:
- Allotrichoma abiatense Canzoneri, 1988: AF
- Allotrichoma dyna Krivosheina & Zatwarnicki, 1997: OR
- Allotrichoma jubae Canzoneri, 1987: AF
- Allotrichoma leotoni Vitte, 1992: PA
- Allotrichoma ozerovi Krivosheina & Zatwarnicki, 1997: PA
- Allotrichoma stackelbergi Krivosheina & Zatwarnicki, 1997: PA
- Allotrichoma sudanicum Canzoneri, 1987: AF
- Sottogenere Allotrichoma (Allotrichoma) Becker, 1896 (=Epiphasis Becker, 1907):
  - Allotrichoma (Allotrichoma) aegyptium Cresson, 1946: PA
  - Allotrichoma (Allotrichoma) afrum Canzoneri, 1982: AF
  - Allotrichoma (Allotrichoma) alium Cresson, 1929: AU OR
  - Allotrichoma (Allotrichoma) argentipraetexta Lamb, 1912: AF (=Allotrichoma outambense Canzoneri, 1986[11]
  - Allotrichoma (Allotrichoma) atrilabrae Cresson, 1926: NE
  - Allotrichoma (Allotrichoma) augierasi Séguy, 1933: AF
  - Allotrichoma (Allotrichoma) bellicosum Giordani Soika, 1956: PA
  - Allotrichoma (Allotrichoma) bezzii Becker, 1896: PA
  - Allotrichoma (Allotrichoma) bifidum Papp, 1974: PA
  - Allotrichoma (Allotrichoma) biroi Cresson, 1929: OR
  - Allotrichoma (Allotrichoma) breviciliatum Canzoneri, 1987: AF
  - Allotrichoma (Allotrichoma) cederholmi Canzoneri & Rampini: AF
  - Allotrichoma (Allotrichoma) clypeatum (Becker, 1907): PA
  - Allotrichoma (Allotrichoma) dahli Besoyski, 1966: PA
  - Allotrichoma (Allotrichoma) deonieri Mathis & Zatwarnicki, 2010: NE
  - Allotrichoma (Allotrichoma) filiforme Becker, 1896: PA
  - Allotrichoma (Allotrichoma) giordani Canzoneri, 1981: AF
  - Allotrichoma (Allotrichoma) impudicum Duda, 1942: PA
  - Allotrichoma (Allotrichoma) incertum Frey, 1958: AF
  - Allotrichoma (Allotrichoma) iranicum Canzoneri & Rampini, 1991: PA
  - Allotrichoma (Allotrichoma) lacteum Cresson, 1926: NE
  - Allotrichoma (Allotrichoma) lasiocercum Cresson, 1926: NE
  - Allotrichoma (Allotrichoma) laterale (Loew, 1860): NE PA
  - Allotrichoma (Allotrichoma) lena Dahl, 1973: PA
  - Allotrichoma (Allotrichoma) livens Cresson, 1929: OR
  - Allotrichoma (Allotrichoma) longivens Bezzi, 1928: AU
  - Allotrichoma (Allotrichoma) nigriantenale Miyagi, 1977: PA
  - Allotrichoma (Allotrichoma) nitidum Cresson, 1944: AU
  - Allotrichoma (Allotrichoma) oceanum Becker, 1926: PA
  - Allotrichoma (Allotrichoma) picenum Canzoneri & Rampini, 1990: PA
  - Allotrichoma (Allotrichoma) pluvialis Giordani Soika, 1956: AF
  - Allotrichoma (Allotrichoma) pseudolaterale Raffone, 2001: PA
  - Allotrichoma (Allotrichoma) quadriciliata (Meijere, 1916): OR
  - Allotrichoma (Allotrichoma) quadripectinatum (Becker, 1903): PA
  - Allotrichoma (Allotrichoma) ralloi Canzoneri, 1987: AF
  - Allotrichoma (Allotrichoma) schulleri Canzoneri, 1982: AF
  - Allotrichoma (Allotrichoma) schumanni Papp, 1974: PA
  - Allotrichoma (Allotrichoma) sciens Cresson, 1929: PA
  - Allotrichoma (Allotrichoma) senegalense Canzoneri, 1989: AF
  - Allotrichoma (Allotrichoma) setosum Miyagi, 1977: PA
  - Allotrichoma (Allotrichoma) sicanum Canzoneri, 1980: PA
  - Allotrichoma (Allotrichoma) simplex (Loew, 1861): NE
  - Allotrichoma (Allotrichoma) strandi Duda, 1942: PA
  - Allotrichoma (Allotrichoma) tricolor (Czerny, 1909): PA
  - Allotrichoma (Allotrichoma) trispinum Becker, 1896: NE PA
  - Allotrichoma (Allotrichoma) tuareg Giordani Soika, 1956: PA
  - Allotrichoma (Allotrichoma) valkanovi Besovski, 1966: PA
  - Allotrichoma (Allotrichoma) yosemite Cresson, 1926: NE
- Sottogenere Allotrichoma (Pseudohecamede) Hendel, 1936:
  - Allotrichoma (Pseudohecamede) abdominale (Williston, 1896): NE NT
  - Allotrichoma (Pseudohecamede) adustum Mathis, 1991: NT
  - Allotrichoma (Pseudohecamede) baja Mathis, 1991: NE
  - Allotrichoma (Pseudohecamede) ecuadorense Mathis, 1991: NT
  - Allotrichoma (Pseudohecamede) faciale (Hendel, 1936): NT
  - Allotrichoma (Pseudohecamede) jamaicense Mathis, 1991: NT
  - Allotrichoma (Pseudohecamede) salubre (Cresson, 1930): NT
  - Allotrichoma (Pseudohecamede) slossonae Cresson, 1952: NE NT
  - Allotrichoma (Pseudohecamede) steineri Mathis, 1991: NT

L'elenco include le specie del gruppo atrilabrae nel sottogenere Allotrichoma. Va però precisato che il clade non si identifica formalmente in un sottogenere distinto in quanto non è mai stata effettuata una descrizione tassonomica. Nell'elenco non è inoltre riportata la specie Allotrichoma pedemontanum Canzoneri & Meneghini, 1979, ridotto a sinonimo da Zatwarnicki (1981).
In Europa sono presenti 11 specie, tutte del sottogenere Allotrichoma: A. bezzii, A. bifidum, A. filiforme, A. laterale, A. picenum, A. pseudolaterale, A. quadripectinatum, A. schumanni, A. sicanum, A. strandi, A. tricolor.
In Italia sono segnalate sei specie: A. bezzii, A. filiforme, A. laterale, A. picenum, A. schumanni e A. sicanum.